# Vyatta
Vyatta（ビアッタ）は、米国Vyatta社によりオープンソースで開発されていたソフトウェアルーター。

## 概要
Debian GNU/Linuxをベースに開発されており、標準的なLinuxコマンドの他、他のハードウェアルーターなどからの移行を容易にすることを意図したネットワーク管理やルータの機能を管理するための独自コマンドが用意されている。
XenやVMwareなどの仮想環境上のゲストOSとしても動作させることが可能。また、それらのためのイメージも配布されていた。
有償ライセンスの Vyatta Subscription EditionとVyatta Plus subscription serviceと、無償で利用可能なVyatta Coreが用意されている。なお、無償版のダウンロードは2006年3月より開始された。
2012年11月5日、ハードウェアベンダのブロケード コミュニケーションズ システムズは、Vyattaの買収を発表した。買収時点ではオープンソースとしてサポートは引き続き続行されるとされていたが、その後、ブロケード社はVyatta Core Editionの開発中止を決定した。これを受け、2013年後半よりオープンソースプロダクトとして無償版からフォークされたVyOSの開発が開始された。
2017年6月2日、AT&Tがブロケード社からVyattaの資産を買収した。
その後2021年9月2日、CienaがAT&TからVyattaバーチャル・ルーティング／スイッチング技術を買収する旨を発表した。

## 機能・特徴
プロトコル
- BGP - Border Gateway Protocol
- OSPF - Open Shortest Path First
- RIP - Routing Information Protocol

ファイアーウォール機能
- NAT - Network Address Translation
- ステートフルインスペクション ファイアーウォール
- ゾーンベース ポリシー ファイアーウォール

VPN機能
- SSL-based OpenVPN
- Site to Site VPN（IPSec）
- Remote VPN（PPTP, L2TP, IPSec）

インターフェイス
- LANインターフェイス - Ethernet, ループバック, VLAN, ブリッジ, Ethernet Bonding, 無線LAN
- WANインターフェイス - Serial, DSL, Wireless Modem

その他機能
- DHCP Server/Client/Relay
- DHCPv6 対応
- IDHCPv6 Server, Client
- ダイナミックDNS
- DNS転送
- CLI, Web GUI
- Remote Access API - Subscription Editionのみ
- IP Services - SSH, Telnet, DHCP, DNS, Web Caching
- QoS
- High Availability - Stateful Failover, Config Replication, WAN LB, クラスタリング, VRRP, RAID

## システム要件
- x86 CPU（1core以上）
- 512MB以上の RAM
- 2GB以上の ディスク